# Ерёмина (деревня, Свердловская область)
Ерёмина — деревня в Ирбитском МО Свердловской области, Россия. Деревня состоит в Ницинском сельсовете.

## География
Деревня Ерёмина «Ирбитского муниципального образования» находится в 27 километрах (по автотрассе в 31 километре) к северо-западу от города Ирбит, на правом берегу реки Ница. Через автотрассу Алапаевск – Ирбит.

## Население
| 2002 | 2010 | 2021 |
| ---- | ---- | ---- |
| 209  | ↘160 | ↘109 |